# I.N.R.I. (álbum)
| Críticas profissionais | Críticas profissionais |
| Avaliações da crítica  | Avaliações da crítica  |
| Fonte                  | Avaliação              |
| ---------------------- | ---------------------- |
| Allmusic               | [ 1 ]                  |
| Sputnik Music          | [ 2 ]                  |

I.N.R.I. é o primeiro disco de estúdio da banda brasileira de death metal Sarcófago, lançado em 1987. Sua capa foi polêmica na época, pois seus integrantes usavam pintura facial que mais tarde seria chamada de corpse paint,  um visual carregado de braceletes de pregos, cinturões com balas de fuzil e por estarem em um cemitério.

## Estilo musical
Desde o princípio, o Sarcófago já tencionava fazer a música mais agressiva da história. Os primeiros registros incluíam influências de baluartes do metal extremo como Celtic Frost, Bathory e Slayer, e de bandas de hardcore punk finlandesas como Rattus e Terveet Kädet. O extensivo uso de blast beats pelo baterista  Eduardo Patrocínio  tornou-o um dos pioneiros no metal mundial. O lançamento de I.N.R.I. é considerado um marco histórico na evolução do black metal, ainda que o baixista Geraldo Minelli continuasse a considerá-los uma banda de death metal.

## Legado
I.N.R.I. influenciou grupos de black metal por todo o mundo, particularmente na Escandinávia, onde desenvolveu-se a segunda onda do gênero. "É um disco ciente", declara a revista Terrorizer, "imagine o que não teria acontecido  se  I.N.R.I.  não tivesse sido lançado".
Fenriz, baterista do Darkthrone, incluiu a canção "Satanic Lust" do Sarcófago  em sua coletânea The Best of Old-School Black Metal, lançada pela Peaceville Records. Sobre I.N.R.I., ele afirma que era um álbum que "ou você compra ou morre." Euronymous, falecido guitarrista do Mayhem e outrora líder do chamado "Inner Circle", trocou correspondências com Lamounier no início da formação da cena norueguesa. De acordo com o livro  Lords of Chaos, Euronymous era "obcecado" com a imagem inicial que o Sarcófago tinha, e queria que todas as bandas de black metal seguissem aquele estilo. O Satyricon regravou a faixa-título de I.N.R.I.  em seu EP Intermezzo II, que também aparece no álbum Tribute to Sarcófago, lançado pela Cogumelo Records em 2001.
Notáveis grupos de black metal da vizinha Finlândia também foram inspirados pelo disco debut do Sarcófago. Mika Luttinen do Impaled Nazarene chegou a afirmar que "nada chega ao nível do Reign in Blood do Slayer ou I.N.R.I. do Sarcófago." Sua versão de "The Black Vomit" também foi incluída na coletânea  Tribute to Sarcófago.
Em 2009, o IGN incluiu I.N.R.I. em sua lista "10 Great Black Metal Albums" (10 Grandes Álbuns de  Black Metal).

## Faixas
Todas as letras escritas por Wagner Antichrist e músicas compostas por Sarcófago.
| N.º | Título                  | Duração |  |
| 1.  | "Satanic Lust"          | 03:10   |  |
| 2.  | "Desecration Of Virgin" | 01:59   |  |
| 3.  | "Nightmare"             | 05:38   |  |
| 4.  | "I.N.R.I."              | 02:07   |  |
| 5.  | "Christ's Death"        | 03:37   |  |
| 6.  | "Satanas"               | 02:05   |  |
| 7.  | "Ready To Fuck"         | 03:27   |  |
| 8.  | "Deathrash"             | 01:36   |  |
| 9.  | "The Last Slaughter"    | 04:37   |  |

| Faixas bônus da edição de 2002 |                          |         |  |
| N.º                            | Título                   | Duração |  |
| 10.                            | "Recrucify"              | 02:29   |  |
| 11.                            | "Black Vomit"            | 02:23   |  |
| 12.                            | "Satanas (demo)"         | 02:02   |  |
| 13.                            | "Nightmare (live)"       | 06:05   |  |
| 14.                            | "The Black Vomit (live)" | 02:22   |  |
| 15.                            | "Satanas (live)"         | 02:03   |  |

## Formação
- Wagner Lamounier - vocais
- Geraldo Minelli - baixo
- Zeder Patrocínio - guitarra
- Eduardo Patrocínio - bateria

## Créditos
- Letras escritas por Wagner Lamounier.
- Música escritas por Sarcófago.
- Gravado no estúdio: J.G. (em Belo Horizonte).
- Engenheiros de som: Tarso Senra e Gauguin.
- Mixagem: João Guimarães e Sarcófago.